# 呂陶 (宋朝)
呂陶（1028年—1104年），字元鈞，眉州彭山（今屬四川）人。

## 生平
宋仁宗皇祐年間進士，任太原府判官。宋神宗熙寧三年（1070年）知彭州。貶監懷安商稅。元祐年間，受傅堯俞、王巖叟攻擊，貶爲梓州、成都路轉運副使，其後召回，入爲起居舍人，遷中書舍人。宋哲宗時又外放，知陳州、潞州。崇寧元年（1102年）辭歸。著有《呂陶集》六十卷。

## 延伸阅读
[在维基数据编辑]
 《宋史·卷346》，出自脱脱《宋史》